# Courtils
Courtils é uma comuna francesa na região administrativa da Normandia, no departamento Mancha. Estende-se por uma área de 5,42 km². Em 2010 a comuna tinha 232 habitantes (densidade: 42,8 hab./km²).